# Галникіна Світлана Олександрівна
Світлана Олександрівна Галникіна (9 липня 1964, м. Ульяновськ Російської Федерації) —  українська науковиця, лікарка-дерматологиня.

## Освіта
Галникіна Світлана Олександрівна у 1988 році закінчила Тюменський медичний інститут. В 2004 році отримала звання докторки медичних наук, а в 2006 році звання професорки.
Наукові інтереси:
- Хронічні дерматози, зв'язок з внутрішньою патологією.
- Перебіг захворювань шкіри на фоні метаболічного синдрому, гестаційні дерматози у вагітних, старіння шкіри та сучасні напрямки естетичної медицини[2].

## Медична практика
З 1988-1990 роках працювала в клінічній ординатурі на кафедрі шкірних та венеричних хвороб Тюменського державного медичного інституту. Працює в Тернопільському державному медичному університеті з 1996 року. З 2006 року працює професоркою кафедри інфекційних хвороб з епідеміологією, шкіряними і венеричними хворобами. Працює над вивченням особливостей перебігу дерматологічних хвороб на фоні гормональних змін, зокрема після оваріоектомії, механізмів старіння шкіри, зв'язок дерматологічних захворювань з патологією внутрішніх органів, змін шкіри і слизової оболонок як маркерів соматичної патології.

## Наукові праці
- Практична дерматологія — 1998 р.;
- Хвороби шкіри. Хвороби, що передаються статевим шляхом: Підруч. 2001;
- Основи практичної дерматовенерології — 2006 р.